# Папентайх (управление)
 Управление Папентайх  (нем.  Samtgemeinde Papenteich) — Управление в Германии. Центр управлениа — город Майне. Управление входит в федеральную землю Нижняя Саксония. Занимает площадь 110,84 кв. км. Население составляет 23 413 человек (на 30 июня 2006 года). Плотность населения 211 человек/кв.км.
Официальный код района 03 1 51 406.
Район подразделяется на 6 общин:
| общину        | Население | Площадь км² | человек/кв.км | Деревня |
| Аденбюттель   | 1 724     | 13,71       | 126           |         |
| Диддерзе      | 1 404     | 7,41        | 189           |         |
| Майне         | 8 070     | 38,73       | 207           |         |
| Рётгесбюттель | 2 280     | 10,83       | 211           |         |
| Швюльпер      | 6 627     | 20,89       | 317           |         |
| Фордорф       | 3 326     | 19,26       | 173           |         |